# Беда Вебер
Беда Вебер (нім. Beda Weber; нар. 26 жовтня 1798, Лієнц — пом. 28 лютого 1858, Франкфунт-на-Майні) — німецький письменник і поет.  

## Біографія
Вступив у Бенедиктинський орден, в 1825 році став викладачем у Меранській гімназії, в 1848 році обраний у Франкфуртські національні збори, де належав до партії Гагерна. 
Один з перших членів Віденської Імператорської академії наук (1847), іноземний член Баварської академії наук (1848). 
У 1849 році став головою капітулу Лімбурзької єпархії. 
Головні його твори: «Das Land Tirol» і ліричні вірші «Lieder aus Tirol»; ним написана також драма «Spartacus». Вебер залишив кілька творів з тірольської історії, про Андреаса Гофера та інше. Його духовний твір «Blüten heiliger Liebe und Andacht» був дуже поширений серед католицького населення Південної Німеччини. 

## Пам'ять
- У Лієнці, Больцано, Інсбруку, Бруніко і Мерано вулиці носять його ім'я.
- Beda-Weber-Gymnasium в Мерано названий на його честь
- У Мерані є бюст Вебера на набережній Гільфі (з 1907 року)